# Новочикеево
Новочикеево (баш. Яңы Сикәй) — деревня в Шаранском районе Республики Башкортостан Российской Федерации. Входит в состав Мичуринского сельсовета. 

## География

### Географическое положение
Находится в северо-восточной части района, у границы с Бакалинским районом. Расстояние до:
- районного центра (Шаран): 31 км,
- центра сельсовета (Мичуринск): 13 км,
- ближайшей ж/д станции (Туймазы): 73 км.

## История
В 1896 году в деревне Новая Чикеева Каръявдинской волости V стана Белебеевского уезда Уфимской губернии насчитывалось 15 дворов и 47 жителей (24 мужчины, 23 женщины).
В 1906 году в деревне Ново-Чикеева (Шарлык) числилось 19 дворов и 125 человек (63 мужчины, 62 женщины).
По данным подворной переписи, проведённой в уезде в 1912—13 годах, деревня Ново-Чикеева (Куваш-Баш) входила в состав Ново-Чикеевского сельского общества Каръявдинской волости. В деревне имелось 27 наличных хозяйств припущенников, где проживало 139 человек (74 мужчины, 65 женщин). Количество надельной земли составляло 251 казённую десятину (из неё 10,5 десятины сдано в аренду), в том числе 241 десятина пашни и залежи, 5 десятин усадебной земли, 2 десятины выгона и 3 десятины неудобной земли. Также 26,75 десятины земли было арендовано. Общая посевная площадь составляла 87,12 десятин, из неё 51,75 десятин занимала рожь, 22,25 — овёс, 5,5 — просо, 4,87 — греча, 2,25 — пшеница, в незначительном количестве — полба и горох. Из скота имелась 67 лошадей, 66 голов КРС, 215 овец, 25 коз и 2 свиньи. 1 человек занимался промыслами, 7 хозяйств держало 51 улей пчёл.
В 1920 году по официальным данным в деревне Ново-Чикеево той же волости 24 двора и 140 жителей (64 мужчины, 76 женщин), по данным подворного подсчёта — 95 марийцев, 39 татар и 18 русских в 26 хозяйствах.
В 1926 году деревня относилась к Шаранской волости Белебеевского кантона Башкирской АССР.
В 1939 году в деревне Ново-Чикеево Папановского сельсовета Шаранского района проживало 170 жителей (95 мужчин, 75 женщин).
В 1952 году Ново-Чикеево числится селом.
В 1959 году в селе Триключанского сельсовета проживало 145 человек (60 мужчин, 85 женщин).
В 1963 году сельсовет был включён в состав Туймазинского сельского района, с 1965 года — в составе Бакалинского, с 1967 года — вновь в Шаранском районе.
В 1970 году деревня Новочикеево — вновь в Папановском сельсовете. В ней было 128 жителей (54 мужчины, 74 женщины).
По переписи 1979 года — 106 человек (42 мужчины, 64 женщины).
В 1989-м — 62 жителя (28 мужчин, 34 женщины).
В 1992 году Папановский сельсовет вместе с деревней Новочикеево был включён в состав Мичуринского сельсовета. 
В 2002 году здесь жило 52 человека (24 мужчины, 28 женщин), марийцы (65 %) и башкиры (29 %).
В 2010 году в деревне проживало 34 человека (18 мужчин, 16 женщин).

## Население
| 2002 | 2009 | 2010 |
| ---- | ---- | ---- |
| 52   | ↘39  | ↘34  |

## Инфраструктура
Деревня входит в состав КФХ «Шаран-Агро», на её территории нет производственных и социальных объектов.
Деревня электрифицирована и газифицирована, есть кладбище.